# La tercera luna
La tercera luna es una película dramática española de 1984, escrita y dirigida por Gregorio Almendros y protagonizada por Ana Valdi, Pierrot y Alberto Bourbón. La película se centra en una mujer trans que, tras el asesinato de su pareja, conoce y se enamora de un joven necesitado de protección.

## Argumento
Una mujer trans, después de haber perdido de manera trágica a su amante, se enamora de un joven necesitado de protección, sin sospechar que es fruto de una vieja aventura amorosa.

## Reparto
- Ana Valdi - Ana / Ángel
- Pierrot - Cari
- Alberto Bourbón - Javier
- Carmen María Carré
- César Diéguez
- Yani Forner
- Rafael Hernández

## Recepción
Previo a presentar la película en el centro cultural Sala:B en 2019, el crítico Álex Mendíbil la describió como "un homenaje al mundo de la revista y el transformismo, con tintes de melodrama kitsch y cine quinqui, pero pasado por un filtro rosa que parece alejarse del mensaje panfletario y abrazar la fábula”.
La película aparece dentro del libro Libérate, de la escritora Valeria Vegas, enfocado en revindicar a artistas, películas, canciones, salones de fiestas o revistas clave dentro de la cultura LGTBQ española durante el período tardofranquista y los primeros años de democracia.